# 사이고항

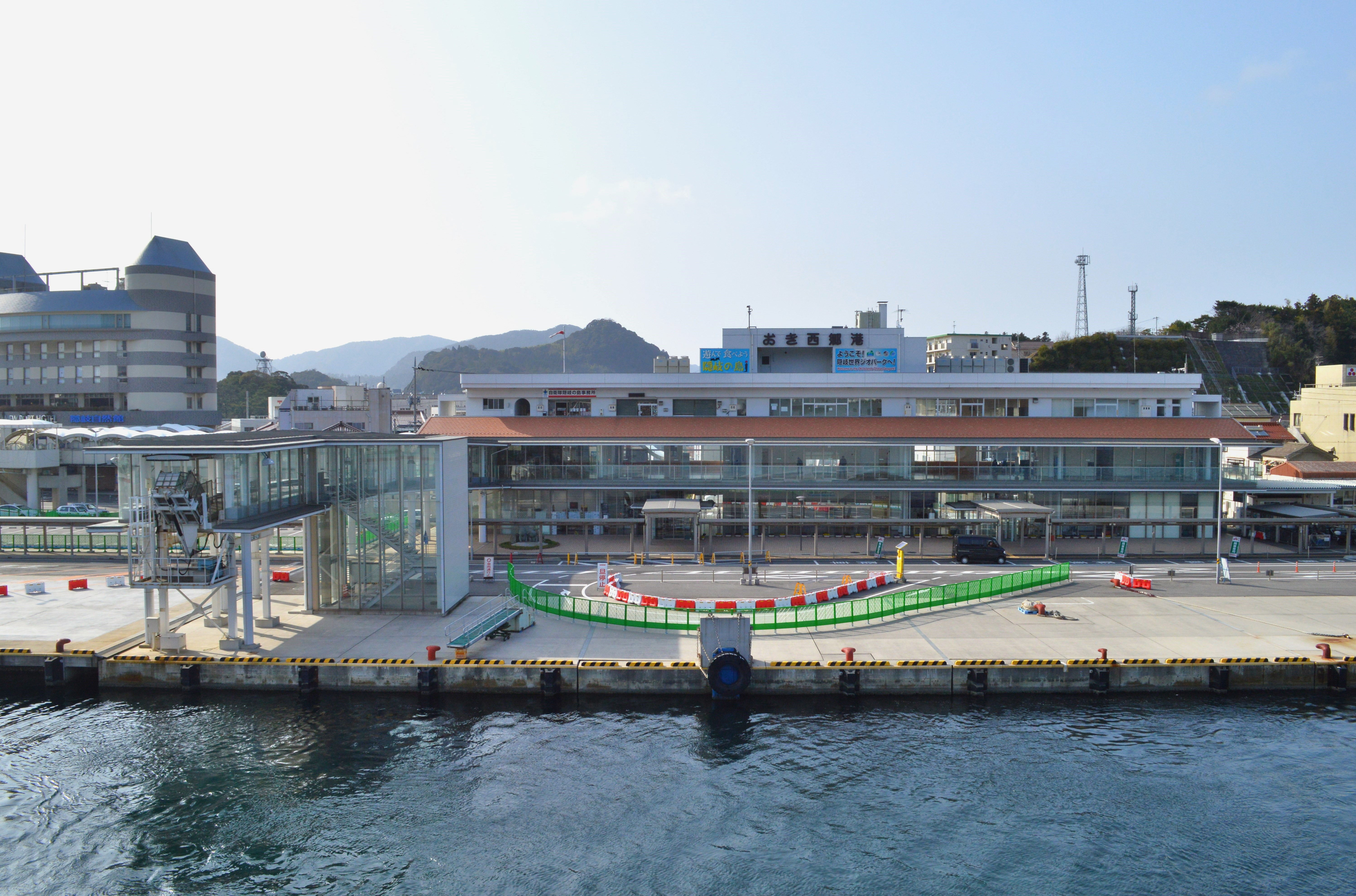

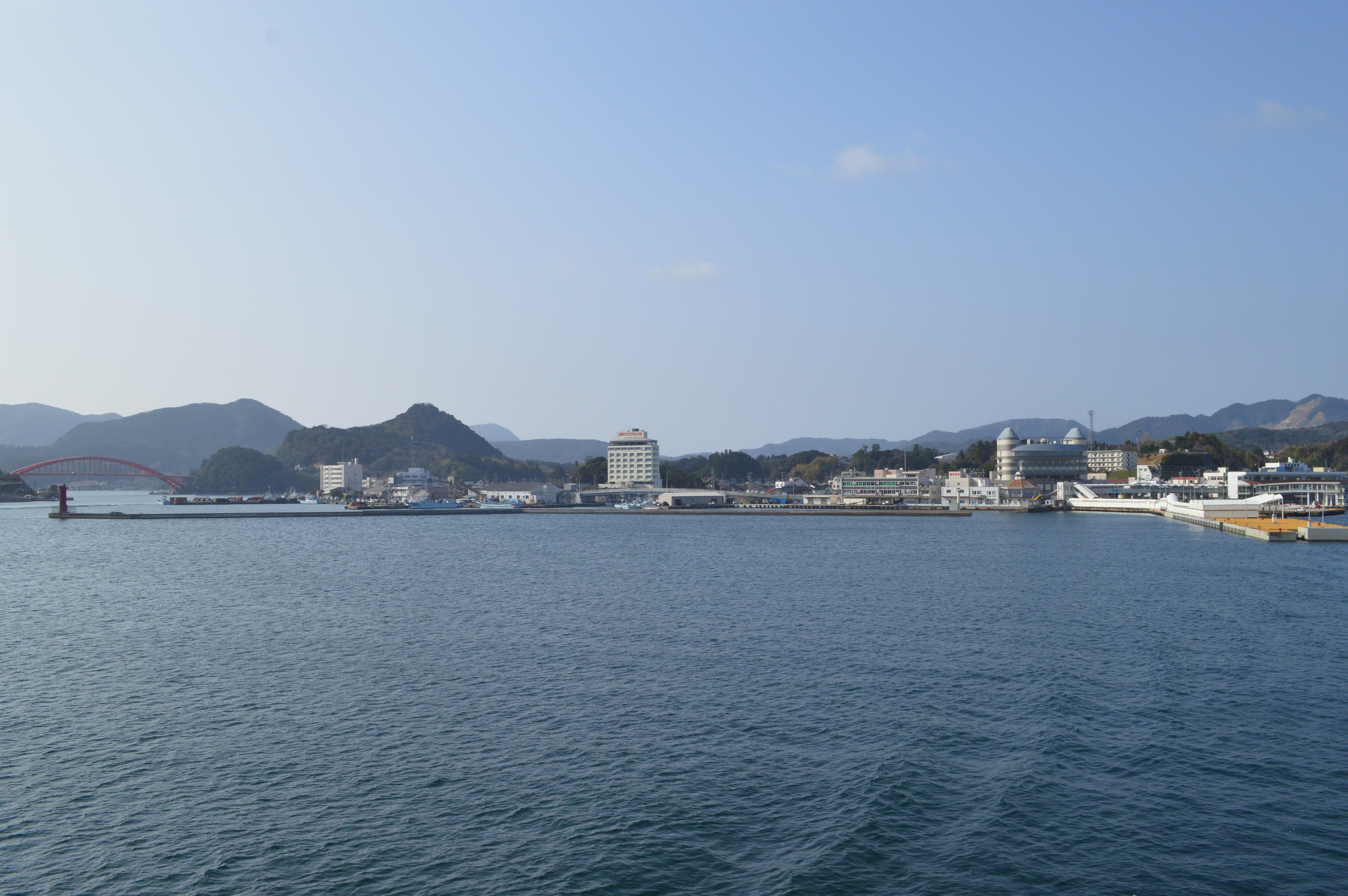

사이고항(일본어: 西郷港)은 시마네현 오키군 오키노시마정에 위치하고 있는 항구이자 일본의 중요항만이다. 현재 이 항만을 담당하고 있는 관리자는 시마네현에서 직속으로 관장한다. 오키 제도의 도고섬과 시마네현 본토 및 인접 돗토리현 등 일본의 육지부 지역으로 오가는 관문을 기능하게 되는 것 외에도, 어항어장정비법상 제3종 어항으로 지정된 상태이다. 통계 수치로는 2011년을 기준으로 2,473 편의 발착 편수를 기록하였고, 화물 취급량은 299,126 톤을 수송하였으며, 수송된 물자 대부분은 일본 본토에서 유입되었던 것으로 보인다. 일본 외의 제3국에서 중간 항구를 통해 옮겨싣게 된 물자들은 보통 중국, 대한민국, 러시아, 동남아시아, 미국 등지에서 온 것으로 추정된다. 그리고 누적 여객수도 역시 278,563 명으로 일본 본토 거주민 중 재일 한국인을 제외한 일본에 거주하고 있는 다른 제3국 국적을 가진 외국인과 순수 일본인이 이 항구를 통해 입항한 것으로 집계되었다. 또한 정기 항로가 최초로 개설된 시기는 1943년인 것으로 드러난다.

## 항로
오키 기센이 본토와 도젠의 각 도서 지역을 서로 오가게 되는 페리와 제트포일을 취항하고 있다.

### 본토 방면
- 시치루이항 (마쓰에시)
- 사카이항 (사카이미나토시)[1]
- 비고 : 1998년부터 2005년까지 7년 동안 가가항(마쓰에시 시마네정 소재)에도 고속선을 별도로 기항한 내력이 있음.

### 도젠 방면
- 니시노시마섬 : 벳푸항(일본어판) (니시노시마정)
- 나카노시마섬 : 히시우라항(일본어판) (아마정)
- 지부리섬 : 구리이항(일본어판) (지부촌)

## 항구 주변 시설
- 오키 고쿠분지(일본어판)

### 공항으로 가는 교통편
- 오키 공항까지는 오키 이치바타 교통의 노선 버스를 이용할 경우 약 15분이 소요된다.

## 여담
이 항구에는 다케시마를 돌려줘라!라는 현수막을 항구에 쉽게 내걸어둔 것으로 보이게 되며, 이 항구에 종사하고 계신 분들은 대한민국에 대해 달갑지 못한 분위기를 가지고 있는 성향이 짙은 느낌이 있다. 이유는 독도가 일본 영토로 인식되기 때문인 것으로 보인다.